# خلیج گراما
خلیج گراما (به لاتین: Bay of Grama) یک خور (جغرافیا) در آلبانی است که در شهرستان ولوره واقع شده‌است.